# Narko - en film om kærlighed
Narko - en film om kærlighed er en dansk ungdomsfilm fra 1971 instrueret af Claus Ørsted efter eget manuskript. Filmen er Claus Ørsteds debutfilm som instruktør. 
Filmen havde dansk biografpremiere den 28. juni 1971.

## Handling
Første del fortæller om Harry der efter at have afsonet en fængselsstraf for narkohandel skal finde sin gamle kæreste Eva. Under sin søgen indfanges han atter af narkomiljøet. Han træffer godt nok en ny pige som har en positiv indflydelse men hun dropper ham. I historiens anden del finder Harry Eva og de genoptager deres forhold.

## Medvirkende
- Gert Günther,	Harry
- Nina Larsen, Eva
- Katrine Jensenius, Bodil
- Christmas, Dan
- Jette Geert, Karen
- Bent Rohweder, Bent
- Jørn Rothenberg, Harrys arbejdsgiver
- Mogens Jacobsen, Læge
- Elisabeth Ibi Trier Mørch, Pensionatsværtsinde
- Jens Oliver Henriksen, Henriksen
- Erling Jarner, Evas far
- Lilli Jacobsen, Evas mor
- Mogens Elmquist, Bagmand
- Kaj Jørgensen, Harrys far
- Gunhild Haxthausen, Karens mor
- Svend Schor
- Annelise Brask Andersen